# Les Andelys
Les Andelys este un oraș în Franța, sub-prefectură a departamentului Eure în regiunea Normandia de Sus.

## Personalități născute aici
- Charles Joshua Chaplin (1825 - 1891), pictor gravor.

1. ↑  répertoire géographique des communes, accesat în 26 octombrie 2015